# لامركزية (إدارة)

مخطط يوضح الفرق بين المركزية واللامركزية

اللامركزية تنظيم إداري يعتبر واحداً من أهم مبادئ حكم الأكثرية التي تقوم عليها الديمقراطية، وهي نقيض مفهوم المركزية، وهي عملية توزيع الوظائف، والسلطات، والأشخاص أو الأشياء بعيدا عن موقع مركزي أو سلطة. وفي حين ان المركزية، ولا سيما في المجال الحكومي، تجري دراستها وممارستها علي نطاق واسع، فانه لا يوجد تعريف أو فهم مشترك للامركزية. وقد يتباين معني اللامركزية جزئيا بسبب اختلاف الطرق التي تطبق بها. طبقت مفاهيم اللامركزية علي ديناميات المجموعات وعلم الاداره في الأعمال التجارية والمنظمات الخاصة، والعلوم السياسية، والقانون والاداره العامة، والاقتصاد والتكنولوجيا.

## تاريخيا
استخدمت كلمة «المركزية» في فرنسا في 1794 حيث ان قيادة الثورة الفرنسية بعد الفرنسية أنشت هيكلا حكوميا جديدا. وقد دخلت كلمة «اللامركزية» حيز الاستخدام في1820. «المركزية» دخلت حيز الاستخدام «المركزية» دخلت الإنجليزية المكتوبة في الثلث الأول من 1800 ويذكر أيضا اللامركزية كما تظهر لأول مرة خلال تلك السنوات. في منتصف القرن التاسع عشر، كتب «توكفيل» أن الثورة الفرنسية بدأت «نحو دفع اللامركزية.ولكن أصبح، في النهاية، امتدادا للمركزية». في عام 1863 كتب البيروقراطي الفرنسي المتقاعد «موريس بلوك» مقالا «اللامركزية» لمجلة فرنسية استعرض فيها ديناميات الحكومة والمركزية البيروقراطية والجهود الفرنسية الأخيرة في تطبيق اللامركزية على الوظائف الحكومية
تم نقل أفكار الحرية واللامركزية إلى استنتاجاتها المنطقية خلال القرنين التاسع عشر والعشرين من قبل نشطاء سياسيين مناهضين للدولة يطلقون على أنفسهم اسم «فوضويين» و«متحررين» وحتى اللامركزيين. وكتب «توكفيل» قائلا:«اللامركزية ليس فقط قيمة إدارية، بل أيضا بعدا مدنيا، لأنها تزيد من الفرص المتاحة للمواطنين للاهتمام بالشؤون العامة؛ يجعلها تعتاد على استخدام الحرية. ومن تراكم هذه الحريات المحلية والنشيطة والنشطة، يولد الثقل الأكثر كفاءة ضد مطالب الحكومة المركزية، حتى لو كانت مدعومة بارادة جماعية غير شخصية»." ".
بيير جوزيف برودهون (1809-1865)، والنظرية الفوضوية المؤثرة
كما تطورت علي مدي خمسة وعشرين عامًا يمكن تلخيصها في الكلمات: الزراعية والصناعية الاتحاد. كل أفكاري السياسية تغلي إلى صيغة مماثلة: الاتحاد السياسي أو لامركزية "
في أوائل القرن العشرين كانت أمريكا استجابة لمركزية الثروة الاقتصادية والسلطة السياسية حركة للامركزية. وألقى باللوم على الإنتاج الصناعي على نطاق واسع لتدمير حراس المتاجر من الطبقة الوسطى والمصنعين الصغار وتشجيع زيادة ملكية العقارات والعودة إلى الحياة الصغيرة. اجتذبت الحركة اللامركزية أغاريين الجنوبيين مثل "روبرت بين وارن"، وكذلك الصحفي هربرت آجار. وشمل الافراد اليساريون والتحرريون الجدد الذين عرفوا للامركزية الاجتماعية والاقتصادية والسياسية في كثير من الأحيان خلال السنوات التالية "رالف بورسودي"، "وندل بيري"، "وبول غودمان، وكارل اوغلسباي، وكارل هيس مؤلف النطاق البشري)،  موراي الكتب، دوروثي اليوم، السناتور مارك أو هاتفيلد،  ميلدريد لوميس وبيل كوفمان.
كانت اللامركزية واحدة من عشرة ميجريدات تم تحديدها في هذا البائع الأفضل ليوبولد كوهر، مؤلف كتاب 1957 انهيار الأمم المعروفة لبيانها "كلما كان هناك شيء خاطئ، شيء كبير جدا"—كان تاثيرا كبيرا علي اف شوماخر، مؤلف من 1973 الصغيرة الأكثر مبيعا هو جميل: الاقتصاد كما لو كان الناس يهم. في السنوات القليلة القادمة، عزز عدد من أفضل الكتب مبيعا للامركزية. دانيال بيل القادمة من المجتمع بعد الصناعية وناقش الحاجة إلى للامركزية و "إصلاح شامل للهيكل الحكومي لإيجاد الحجم المناسب ونطاق الوحدات"، فضلا عن الحاجة إلى فصل وظائف من الدولة الحالية الحدود، وخلق المناطق علي أساس وظائف مثل المياه والنقل والتعليم والاقتصاد التي قد تكون "مختلفة" التراكبات علي الخريطة ". الفين الحلوى نشرت في المستقبل صدمة (1970) والموجة الثالثة (1980). وفي مناقشة الكتب في وقت لاحق قال التولر ان التخطيط البيروقراطي المركزي الذي سيتم الاستعاضة عنه بالأسلوب الصناعي والأكثر انفتاحا وديمقراطية لامركزية والذي يطلق عليه "الديمقراطية الاستباقية". ” المستقبل جون نيسبيت الكتاب 1982 "ميجريدس" كان علي صحيفة نيويورك تايمز أفضل قائمة البائع لأكثر من سنتين وباعت 14,000,000 نسخة يبين كتاب السيد نيسبيت 10 «ميجريدات»، والخامس منها هو المركزية إلى لامركزية. في 1996 ديفيد اوزبورن وتيد غايبلر كان أفضل كتاب مبيعا أعاده اختراع الحكومة اقتراح النظريات لامركزية الإدارة العامة التي أصبحت تسمي «الإدارة العامة الجديدة».
كتب ستيفن كامينغز أن اللامركزية أصبحت «ثورة ثورية» في الثمانينيات.
في عام 1983 سألت «ديانا كونيرز» عما إذا كانت اللامركزية «أحدث صيحات الموضة» في إدارة التنمية. ويذكر مشروع جامعة كورنيل بشأن إعادة هيكلة الحكم المحلي أن اللامركزية تشير إلى «الاتجاه العالمي» لنقل المسؤوليات إلى الحكومات الإقليمية أو المحلية. يصف اللامركزية والعلاقات الحكومية والأسواق الحكومية الدولية«روبرت ج. بينيت» اللامركزية والأسواق الحكومية الدولية نحو خطة ما بعد الرفاهية، كيف اتبعت الحكومات بعد الحرب العالمية الثانية سياسة مركزية «الاستحقاقات» التي أصبحت الآن سياسة «ما بعد الرفاه» اللامركزية.
في عام 1983، تم تحديد «اللامركزية» باعتبارها واحدة من «القيم الرئيسية العشرة» للحركة الخضراء في الولايات المتحدة.
ووفقا لتقرير برنامج الأمم المتحدة الإنمائي لعام 1999:
"بدأ عدد كبير من البلدان النامية والانتقالية في شكل من أشكال برامج اللامركزية، ويقترن هذا الاتجاه باهتمام متزايد بدور المجتمع المدني والقطاع الخاص كشركاء للحكومات في البحث عن طرق جديدة لتقديم الخدمات اللامركزية من الحكم وتعزيز القدرة على الحكم المحلي هو أيضا جزء من الاتجاهات المجتمعية الأوسع نطاقا، ومنها على سبيل المثال تزايد انعدام الثقة في الحكومة عموما، والزوال المذهل لبعض الأنظمة الأكثر مركزية في العالم (خصوصا الاتحاد السوفيتي) والمطالب الانفصالية الناشئة التي يبدو أنها تطفو على نحو روتيني في جزء أو آخر من العالم، إلا أن التحرك نحو المساءلة المحلية والسيطرة الأكبر على مصير واحد ليس فقط نتيجة الموقف السلبي تجاه الحكومة المركزية. فان هذه التطورات، كما سبق ان أشرنا، مدفوعة أساسا برغبة قوية في زيادة مشاركة المواطنين ومنظمات القطاع الخاص في الحكم.

## نظرة عامة
نهج الأنظمة
مقارنة رسومية للنظام المركزي لامركزي.
وكثيرًا يستخدم الذين يدرسون أهداف وعمليات تطبيق اللامركزية نهجا نظريا للنظم. وينطبق تقرير برنامج الأمم المتحدة الإنمائي علي موضوع اللامركزية «منظور النظم برمتها، بما في ذلك المستويات والمجالات والقطاعات والمهام والنظر إلى مستوي المجتمع المحلي باعتباره نقطة الدخول التي يتم عندها وضع تعاريف شامة ومن الأرجح أن تنبثق الأهداف الإنمائية من الناس أنفسهم وحيثما يكون من العملي للغاية دعمها. وهو ينطوي علي رؤية أطر متعددة المستويات وعمليات مستمرة ومتازره للتفاعل وتكرار الدورات بوصفها ذات أهمية حاسمة لتحقيق الكمال في نظام لامركزي ولإدامة تنميته»
اعتبرت اللامركزية ذاتها جزءا من نهج النظم. وكتب «نورمان جونسون» من مختبر لوس الاموس الوطني في ورقه 1999 النظام اللامركزي هو المكان الذي تتخذ فيه بعض القرارات من قبل الوكلاء دون رقابة مركزية أو تجهيز. ومن الممتلكات الهامة لأنظمه الوكيل درجة الاتصال أو الترابط بين الوكلاء، وهو مقياس للتدفق العالمي للمعلومات أو التاثير. إذا كان كل عامل متصل الدول التبادلية أو النفوذ لجميع الوكلاء الآخرين، ثم النظام هو متصل للغاية.
جامعه كاليفورنيا، معهد ايرفين لبحوث البرمجيات مشروع «تيره» هو خلق «النمط المعماري لإدارة الثقة في التطبيقات اللامركزية». واعتمدت تعريف «روهيت خليس» اللامركزية: «النظام اللامركزي هو الذي يتطلب من الأطراف المتعددة اتخاذ قراراتها المستقلة» وتطبيقها علي إنشاء البرمجيات من الند إلى الند، كتابه:
وبدلا من ذلك، فان كل طرف، يطلق عليه أيضا اسم النظيرأو الند بإتخاذ قرارات مستقلة محلية تجاه أهدافه الفردية التي قد تتعارض مع أهداف أقرانهم الآخرين. أقرانهم تتفاعل مباشرة مع بعضها البعض وتبادل المعلومات أو تقديم الخدمة إلى أقرانهم الآخرين. ونظام لامركزي مفتوح هو نظام لا ينظم فيه دخول النظراء. يمكن لأي نظير الدخول أو مغادرة النظام في أي وقت 

### الأهداف
اللامركزية في أي مجال هي استجابة لمشاكل النظم المركزية. وقد اعتبرت اللامركزية في الحكومة، هو الموضوع الأكثر دراسة، حلا لمشاكل مثل التدهور الاقتصادي، وعجز الحكومة عن تمويل الخدمات، وانخفاضها العام في أداء الخدمات المثقلة بالأعباء، ومطالب الأقليات بزيادة القول في الحكم المحلي، والضعف العام في شرعيه القطاع العام والضغوط العالمية والدولية علي البلدان ذات النظم غير الفعالة وغير الديمقراطية والمفرطة المركزية. كثيرًا ما يرد ذكر الأهداف أو الغايات الاربعه التالية في تحليلات مختلفه اللامركزي

### المشاركة
وفي اللامركزية، كثيرًا ما يحتج بمبدا التفريع. وهي تري ان السلطة الأدنى أو الأقل مركزيه القادرة علي معالجه المسالة بفعالية ينبغي ان تفعل ذلك. ووفقا لتعريف واحد: "لامركزية، أو اللامركزية في الحكم، تشير إلى أعاده هيكله السلطة أو أعاده تنظيمها بحيث يوجد نظام للمسؤولية المشتركة بين مؤسسات الحكم علي الصعيد المركزي والإقليمي والمحلي مستويات وفقا لمبدا التفريع، التالي زيادة الجودة والفعالية العامة لنظام الحكم، مع زيادة سلطه وقدرات المستويات دون الوطنية ". "
وغالبا ما ترتبط الاللامركزية بمفاهيم المشاركة في صنع القرار والديمقراطية والمساواة والحرية من السلطة العليا. الاللامركزية تعزز الصوت الديمقراطي. ويعتقد المنظرون أن السلطات التمثيلية المحلية ذات الصلاحيات التقديرية الفعلية هي أساس الاللامركزية التي يمكن أن تؤدي إلى الكفاءة المحلية والإنصاف والتنمية حدد معهد الأرض بجامعة كولومبيا واحدا من ثلاثة اتجاهات رئيسية تتعلق بالاللامركزية على النحو التالي: زيادة مشاركة المجتمعات المحلية والسلطات القضائية والمجتمع المدني في إدارة شؤونهم، مع أشكال جديدة من المشاركة والتشاور والشراكات وقد وصفت الاللامركزية بأنها «مضادة للعولمة» التي تزيل القرارات من المرحلتين المحلية والوطنية إلى المجال العالمي للمصالح المتعددة الجنسيات أو غير الوطنية. وتؤدي الاللامركزية إلى إعادة اتخاذ القرارات إلى المستويات دون الوطنية. ويجب أن تراعي إستراتيجيات الاللامركزية العلاقات المتبادلة بين المستويات العالمية والإقليمية والوطنية ودون الوطنية والمحلية

### التنوع
وكتب«نورمان ل. جونسون» ان التنوع يلعب دورا هاما في النظم الاللامركزية مثل النظم الايكولوجيه والفئات الاجتماعية والمنظمات الكبيرة والأنظمة السياسية. «ويعرف التنوع بأنه خصائص فريدة من نوعها للكيانات أو الوكلاء أو الأفراد الذين لا تقسمهم المجموعة الأكبر أو السكان أو الهيكل». ويعرف الاللامركزية بأنها ملك لنظام يكون فيه للوكلاء بعض القدرة علي العمل «محليا». وكل من الاللامركزية والتنوع سمتان ضروريتان لتحقيق الخصائص الذاتية التنظيم للمصالح "."
ويدعو دعاه الاللامركزية السياسية إلى زيادة مشاركه المصالح المتنوعة المستنيرة في المجتمع ستؤدي إلى اإخاذ قرارات أكثر أهميه من تلك التي تتخذها السلطات فقط علي الصعيد الوطني. وصفت الاللامركزية بأنها استجابه للمطالب المتعلقة بالتنوع.

### الكفاءة
وفي مجال الأعمال التجارية، تؤدي الاللامركزية إلى فلسفه الإدارة بالنتائج التي تركز علي أهداف محدده يتعين تحقيقها من خلال نتائج الوحدات. ويقال ان تحقيق الاللامركزية في البرامج الحكومية يزيد من الكفاءة والفعالية-وذلك بسبب الحد من الازدحام في الاتصالات، والاستجابة الأسرع للمشاكل غير المتوقعة، وتحسين القدرة علي تقديم الخدمات، وتحسين المعلومات عن الظروف المحلية، والمزيد من الدعم من المستفيدين من البرامج.
وقد تفضل الشركات الاللامركزية لأنها تضمن الكفاءة من خلال التأكد من أن المديرين الأقرب إلى المعلومات المحلية يتخذون القرارات وفي الوقت المناسب؛ أن تحملهم المسؤولية يحرر الإدارة العليا للإستراتيجيات طويلة الأجل بدلا من اتخاذ القرارات اليومية؛ أن المدراء يملكون التدريب على إعدادهم لنقل التسلسل الهرمي للإدارة؛ وأن المدراء يحفزهم حرية ممارسة مبادرتهم الخاصة وإبداعهم؛ أن المدراء والشعب يتم تشجيعهم على إثبات أنها مربحة، بدلا من السماح لفشلها أن تكون مقنعة من الربحية الإجمالية للشركة.
ويمكن تطبيق نفس المبادئ على الحكومة. وتعد الاللامركزية بتحسين الكفاءة من خلال المنافسة الحكومية الدولية مع ميزات السوق والانضباط المالي الذي يعين سلطة الضرائب والنفقات إلى أدنى مستوى ممكن من الحكومة. وهو يعمل بشكل أفضل حيث يتمتع أعضاء الحكومة دون الوطنية بتقاليد قوية من الديمقراطية والمساءلة والاحتراف.

### حل النزاعات
ومن شان الاللامركزية الاقتصادية والسياسية أن تساعد علي منع الصراعات أو الحد منها لأنها تقلل من أوجه عدم المساواة الفعلية أو المتصورة بين مختلف المناطق أو بين المنطقة والحكومة المركزية. قال «برانراتي ويري» أن الاللامركزية السياسية تقلل من الصراع داخل الدولة ما لم ينشئ السياسيون أحزابا سياسيه تحشد الأقليات بل والجماعات المتطرفة للمطالبة بمزيد من الموارد والسلطة في إطار الحكومات الوطنية. ومع ذلك، فان احتمال القيام بذلك يتوقف علي عوامل مثل كيفيه حدوث التحولات الديمقراطية وسمات مثل نسبه الأحزاب الاقليميه من المقاعد التشريعية، وعدد البلدان التشريعية الاقليميه، والإجراءات الانتخابية، والنظام الذي وتجري الانتخابات الوطنية والاقليميه. ويري «برانراتي» أيضا أن الاللامركزية يمكن ان تعزز السلام إذا شجعت الأطراف علي مستوي الولاية علي إدراج المطالب الإقليمية والحد من سلطه الأطراف الإقليمية.
العمليات
العمليات الاللامركزية تعيد تحديد الهياكل والإجراءات والممارسات الإداريه لتكون أقرب إلى المواطنين ولجعلها أكثر وعيا بالتكاليف والفوائد؛ وهي ليست مجرد حركه للسلطة من المركزية إلى الحكومة المحلية. ووفقا لبرنامج الأمم المتحدة الإنمائي، فانها «أكثر من مجرد عمليه، بل هي طريقه للعيش وحاله ذهنيه». ويوفر التقرير إطارا منسقا لتحديد تطبيق مفهوم «الاللامركزية» الذي يصف ويشرح «من هو، وماذا، ومتى، وأين، ولماذا وكيف» عوامل في أي عمليه من عمليات اللامركزية.

### المبادرة
تتباين أن العمليات هي التي تنتقل من خلالها الكيانات من دوله أكثر إلى اقل مركزيه. ويمكن الشروع فيها من مراكز السلطة «من اعلي إلى أسفل» أو من الافراد أو البلدات أو المناطق «من القاعدة إلى القمه»،
أو من الجمع بين السلطات والمحليات التي تعمل معا. الاللامركزية التصاعدية تشدد عاده علي القيم السياسية مثل الاستجابة المحلية وزيادة المشاركة وتنحو إلى زيادة الإستقرار السياسي. وقد يكون الدافع إلى الاللامركزية من أعلي إلى أسفل هو الرغبة في «تحويل العجز إلى الأسفل» وإيجاد المزيد من الموارد لدفع تكاليف الخدمات أو سداد الديون الحكومية.
ويعتبر البعض أنه لا ينبغي فرض الاللامركزية، بل يتم بطريقه جيدة.

### تحليل العمليات
يجب علي مخططي المشاريع والبرامج تقييم أدني مستوي تنظيمي يمكن الاضطلاع فيه بالمهام بكفاءة وفعالية. ويجب ان تقرر الحكومات التي تقرر خصخصه الوظائف التي من الأفضل خصخصتها. ويجب دراسة الأنواع القائمة من الاللامركزية. وينبغي دراسة التوازن المناسب بين المركزية والاللامركزية. ومن الضروري تدريب المديرين والمسؤولين الوطنيين والمحليين علي السواء، فضلا عن تقديم المساعدة التقنية في تخطيط المهام الاللامركزية وتمويلها وأدارتها.

### حجم مناسب
تمت دراسة قياس الحجم أو الحجم المناسب للوحدات الاللامركزية بالنسبة لحجم الوحدات الفرعية للمستشفيات والمدارس، شبكات الطرق، الوحدات الاداريه في قطاع الأعمال والاداره العامة، المجالات الحكومية وهيئات صنع القرار.
من المهم، لدي إنشاء المجتمعات المحلية المخطط لها«المدن الجديدة»، تحديد العدد المناسب من السكان والحجم الجغرافي، وفي حين اعتبرت المدن الصغيرة في السنوات السابقة مناسبه، فإنه في الستينات من القرن الماضي، اعتبر 60,000 ساكنا الحجم اللازم لدعم سوق العمل المتنوعة ومركز التسوق المناسب ومجموعه الخدمات والترفيه. وينظر أيضا في الحجم المناسب للوحدات الحكومية المعنية بجمع الإيرادات. وحتى في المجال البيولوجي، الذي يسعى إلى إعاده ترتيب العديد من المهام بل وحتى حدود الحكومات وفقا للسمات المادية والبيئية، بما في ذلك حدود مستجمعات المياه وخصائص التربة والتضاريس، يجب النظر في الحجم المناسب. وقد تكون الوحدة أكبر مما يفضله العديد من الاختصاصيين البيولوجيين اللامركزيين.

### غير مقصود أو صامت
غير مقصود أو صامت
ومن الناحية المثالية، تحدث الاللامركزية باعتبارها عمليه متانيه وعقلانيه ومنظمه، ولكنها كثيرًا ما تحدث في أوقات الازمات الاقتصادية والسياسية، وسقوط النظام، وما ينتج عن ذلك من صراعات علي السلطة. وحتى عندما يحدث ذلك ببطء، هناك حاجه إلى التجريب والاختبار والتعديل وتكرار التجارب الناجحة في سياقات أخرى. ولا يوجد مخطط واحد لتطبيق الاللامركزية لأنه يعتمد علي الحالة الأوليه للبلد وعلي سلطه وأراء المصالح السياسية وما إذا كانت تؤيد الاللامركزية أو تعارضها.
عادة ما تكون الاللامركزية عمليه واعيه تستند إلى سياسات واضحة. ومع ذلك، قد يحدث ذلك علي أنها «الاللامركزية الصامتة» في غياب الإصلاحات، حيث ان التغييرات في الشبكات، والتركيز علي السياسات، وتوافر الموارد تؤدي حتما إلى نظام أكثر الاللامركزية. وثمة اختلاف في هذا المجال هو «الاللامركزية غير المقصودة» عندما تؤدي الابتكارات السياسية الأخرى إلى الاللامركزية غير مقصوده في السلطة والموارد. وفي كل من الصين وروسيا، حصلت سلطات المستوي الأدنى علي سلطات أكبر مما كانت تعتزمه السلطات المركزية.

### عدم تناسق
قد تكون اللامركزية غير متساوية و «غير متماثلة» نظرا إلى سكان أي بلد، أو أشكاله السياسية أو الإثنية أو غيرها من أشكال التنوع. وفي العديد من البلدان، قد تكون الاللامركزية في المسؤوليات السياسية والاقتصادية والإدارية في المناطق الحضرية الأكبر حجما، في حين تدير الحكومة المركزية المناطق الريفية. وقد تقتصر اللامركزية في المسؤوليات على المقاطعات على تلك المقاطعات أو الدول التي تريد أو تكون قادرة على تحمل المسؤولية. وقد تكون بعض الخصخصة أكثر ملاءمة لمنطقة حضرية من المناطق الريفية؛ قد تكون بعض أنواع الخصخصة أكثر ملاءمة لبعض الولايات والمحافظات ولكن ليس غيرها.

### اللاتناظر
وقد تكون لامركزية متفاوتة أو «غير متناظرة» بالنظر إلى التنوع السكاني والسياسي والإثني وغيره من اشكال التعددية في أي بلد من البلدان. وفي العديد من البلدان، قد تكون المسؤوليات السياسية والاقتصادية والإداريه اللامركزية بالنسبة للمناطق الحضرية الكبيرة، بينما تتولي الحكومة المركزية اداره المناطق الريفية. ولا يمكن اللامركزية المسؤوليات تجاه المقاطعات ان تقتصر علي المقاطعات الدول التي تريد أو تكون قادره علي التعامل مع المسؤولية. وقد تكون بعض الخصخصة أكثر ملائمة للمناطق الحضرية منها في المناطق الريفية ؛ وقد تكون بعض أنواع الخصخصة أكثر ملائمة لبعض الولايات والمقاطعات وليس لبعضها الآخر.

### القياس
ومن الصعب قياس مقدار اللامركزية، ولا سيما سياسيا، لأن الدراسات المختلفة لها تستخدم تعريفات وقياسات مختلفة. وتقول إحدى دراسات منظمة التعاون والتنمية في الميدان الاقتصادي (أويسد) تشانشال كومار شارما: «لا يمكن إجراء تقييم حقيقي لدرجة اللامركزية في بلد ما إلا إذا تم اعتماد نهج شامل بدلا من محاولة تبسيط متلازمة الخصائص في البعد الواحد والاستقلال الذاتي، والعلاقات المتبادلة بين مختلف أبعاد اللامركزية».

#### محددات اللامركزية
كثيرًا ما تذكر الأدبيات الأكاديمية العوامل التالية كمحددات اللامركزية:
- عدد المجموعات العرقية الرئيسية
- درجه التركز الإقليمي لتلك الجماعات
- وجود شبكات ومجتمعات عرقيه عبر حدود الدولة
- اعتماد البلد علي الموارد الطبيعية ودرجه تركيز تلك الموارد في إقليم المنطقة
- نصيب الفرد من الدخل في البلد بالنسبة للدخل في المناطق الأخرى
- وجود حركات تقرير المصير
- عنصر قائمة منقطة

### اللامركزية الحكومية
وصف المؤرخون تاريخ الحكومات والإمبراطوريات من حيث المركزية واللامركزية. في 1910 له تاريخ الأمم كتب «هنري كابوت لودج» أن الملك الفارسي«داريوس الأول» (550-486 قبل الميلاد) كان سيد المنظمة ولأول مره في التاريخ المركزية يصبح حقيقة سياسية. وأشار أيضا إلى ان هذا يتناقض مع اللامركزية في اليونان القديمة. ومنذ الثمانينات، كتب عدد من العلماء عن دورات المركزية واللامركزية. كتب «ستيفن ك. ساندرسون» انة علي مدي السنوات الاخيره 4000 وقد مرت المشيخات والدول الفعلية بتسلسل من المركزية واللامركزية في السلطة الاقتصادية والسياسية والاجتماعية. يلدز اتاسوي يكتب هذه العملية يجري «منذ عصر الحجر» من خلال ليس فقط المشيخات والولايات، ولكن الإمبراطوريات واليوم «المهيمنة الدول الأساسيه». «كريستوفر ك. تشيس--دن وتوماس د. هول» إستعراض الأعمال الأخرى التي بالتفصيل هذه الدورات، بما في ذلك الأعمال التي تحلل مفهوم النخبة الأساسيه التي تتنافس مع تراكم الدولة من الثروة وكيف «المنافسة بين الطبقة الحاكمة حسابات لصعود الدول وسقوطها» ومراحلها المركزية اللامركزية.
وقد أدى ارتفاع النفقات الحكومية وضعف الأداء الاقتصادي وارتفاع الأفكار الحرة المتأثرة بالسوق إلى إقناع الحكومات بإضفاء الطابع اللامركزي على عملياتها ولحث المنافسة داخل خدماتها والتعاقد مع الشركات الخاصة العاملة في السوق وخصخصة بعض الوظائف والخدمات تماما.
وللامركزية الحكومية جوانب سياسية وإدارية على حد سواء. وقد تكون اللامركزية فيها إقليمية وتنتقل السلطة من مدينة مركزية إلى مناطق أخرى، وقد تكون فعاله وتنقل عمليه صنع القرار من المدير الأعلى لأي فرع من فروع الحكومة إلى مسؤولين من المستوي الأدنى، أو التجريد من الوظيفة بالكامل من خلال الخصخصة. وقد سميت «الاداره العامة الجديدة» التي وصفت بأنها لامركزية، والإدارة حسب الأهداف، والتعاقد علي الخارج، والمنافسة داخل الحكومة والتوجيه الإستهلاكي.

### سياسيا
تهدف اللامركزية السياسية إلى منح المواطنين أو ممثليهم المنتخبين مزيدا من السلطة. وقد يكون مرتبطا بالسياسة التعددية والحكومة التمثيلية، ولكنه يعني أيضا إعطاء المواطنين، أو ممثليهم، مزيدا من التاثير في صياغة وتنفيذ القوانين والسياسات. وقد يتطلب ذلك، حسب البلد، إجراء إصلاحات دستوريه أو قانونيه، وتطوير أحزاب سياسيه جديده، وزيادة سلطه الهيئات التشريعية، وإنشاء وحدات سياسيه محليه، وتشجيع جماعات الدعوة.
ويتبع الاتحاد الأوروبي مبدا تفريع السلطة، الذي يري انه ينبغي للسلطة المختصة المحلية ان تتخذ القرارات. وينبغي للاتحاد الأوروبي ان يقرر فقط المسائل المعددة التي لا يمكن لسلطه محليه أو دوله عضو ان تعالجها. وعلاوة علي ذلك، فان الإنفاذ هو حكر علي الدول الأعضاء.
وفي فنلندا، يؤيد حزب الوسط صراحة اللامركزية. فعلى سبيل المثال، نقلت الإدارات الحكومية من العاصمة هلسنكي إلى المقاطعات. ويدعم المركز الدعم الكبير الذي يحد من المركزية الاقتصادية والسياسية المحتملة في هلسنكي.

## الإدارية
وصفت أربعة أشكال رئيسية من اللامركزية الإدارية.
- إلغاء المركزية، وهو أضعف اشكال اللامركزية، وتحول المسؤولية عن إتخاذ القرارات، وتمويل وتنفيذ بعض الوظائف العامة [71] من مسؤولي الحكومات المركزية إلى الموظفين الموجودين في المقاطعات القائمة ، إذا لزم الأمر، المهام الجديد تحت السيطرة المباشرة للحكومة المركزية.
- ويتولى الوفد مسؤوليه إتخاذ القرارات والتمويل وتنفيذ بعض المهام العامة للمنظمات شبه المستقلة التي لا تسيطر عليها الحكومة المركزية بالكامل، ولكنها مسؤولة أامامها في نهاية المطاف. ويشمل ذلك إنشاء مؤسسات أو شركات من القطاعين العام والخاص، أو «السلطات»، أو المشاريع الخاصة أو الدوائر الخدمية. سيكون لجميعها قدر كبير من السلطة التقديرية في إتخاذ القرارات، وقد تعفي من متطلبات الخدمة المدنية، وقد يسمح لها بتوجيه الإتهام إلى المستعملين للحصول علي الخدمات.
- ينقل التفويض المسؤولية عن اتخاذ القرارات والتمويل وتنفيذ بعض المهام العامة إلى المستوي دون الوطني، مثل حكومة إقليميه أو محليه أو حكوميه.
- فالسحب، الذي يسمي أيضا الخصخصة، قد يعني مجرد التعاقد علي خدمات مع شركات خاصه. أو قد يعني التخلي تماما عن جميع المسؤوليات عن صنع القرار والتمويل وتنفيذ بعض الوظائف العامة. ستباع المرافق، والعمال المنقولون أو المطرودون، والشركات الخاصة أو المنظمات غير الربحية التي يسمح لها بتقديم الخدمات.[72] وكان الكثير من هذه المهام يقوم به في الأصل افراد أو شركات أو رابطات خاصه، وقد قامت الحكومة بالقيام بذلك في وقت لاحق، اما مباشره، أو بتنظيم كيانات تجاريه تتنافس مع البرامج الحكومية المنشاة حديثا.[73]

### المالية
تعني اللامركزية المالية التحقيق في جمع الإيرادات أو انفاق الأموال علي مستوي أدني من الحكومة مع الحفاظ علي المسؤولية المالية. ولئن كانت هذه العملية تسمي عاده الاتحادية المالية، فانها قد تكون ذات صله بالحكومات الاتحادية. وتتعلق الفدرالية المالية أيضا «بالاختلالات الراسية» التي تعطي فيها الحكومة المركزية أموالا طائلة أو قليله جدا للمستويات الدنيا. ويمكن ان تكون في الواقع وسيله لزيادة سيطرة الحكومة المركزية علي مستويات الحكومة الأدنى، إذا لم ترتبط بأنواع أخرى من المسؤوليات والسلطة

و تحقق اللامركزية المالية من خلال رسوم المستخدمين، ومشاركه المستخدمين من خلال المساهمات النقدية أو العمالية، وتوسيع الممتلكات المحلية أو ضرائب المبيعات، والتحويلات الحكومية الدولية لأموال الضرائب الحكومية المركزية إلى الحكومات تحويل المدفوعات أو المنح، والإذن بالاقتراض المحلي مع ضمانات القروض الحكومية الوطنية. ويجوز إعطاء الحوالات المالية بشروط مشروطه أو دون شروط.

### الاقتصادية أو السوق
ويمكن تحقيق اللامركزية الاقتصادية من خلال خصخصه الوظائف والأعمال التجارية المملوكة للجمهور، علي النحو المبين بإيجاز أعلاه. ولكن يتم ذلك أيضا من خلال إلغاء القيود المفروضة علي الأعمال التجارية التي تتنافس مع الخدمات الحكومية، مثل الخدمات البريدية والمدارس وجمع القمامة.. وعلى الرغم من ان الشركات والشركات الخاصة قد عملت علي التعاقد مع هذه الخدمات أو خصخصتها، فقد عملت شركات أخرى لتسليمها إلى منظمات أو جمعيات غير ربحيه 
منذ السبعينات، رفعت القيود عن بعض الصناعات، مثل الأعمال المصرفية والنقل بالشاحنات والخطوط الجوية والاتصالات، مما أدي إلى زيادة المنافسة وانخفاض الأسعار. وفقا لمعهد «كاتو»، وهو التحررية الامريكيه التفكير والدبابات، وبعض الصناعات التي تمت أزاله الضوابط التنظيمية للجوانب من الصناعة والأنظمة الأكثر طموحا في مكان آخر أن يضر المستهلكين، وصناعه الكهرباء هي المثال الرئيسي.

على سبيل المثال، في المجال المصرفي، يعتقد معهد «كاتو» أن بعض الضوابط التنظيمية سمحت للمصارف بالتنافس عبر خطوط الدولة، وزيادة اختيار المستهلك، في حين ان الزيادة الفعلية في التنظيمات والأنظمة أجبرت المصارف علي القيام بالأعمال التجارية أمر المنظمين، بما في ذلك تقديم القروض للافراد غير قادرين علي سدادها، مما أدي في نهاية المطاف إلى الازمه المالية في الفترة 2007-2008.
أمثله علي اللامركزية الاقتصادية، التي تقوم علي نموذج اشتراكي تحرري، التخطيط الاقتصادي اللامركزي. وهو نوع من النظم الاقتصادية التي يوزع فيها صنع القرار بين مختلف العوامل الاقتصادية أو المحلية داخل عوامل الإنتاج. مثال لهذه الطريقة في الممارسة العملية في ولاية «كيرالا»، بالهند التي بدات في 1996 كما، والتخطيط الشعبي فيها.
ويجادل البعض بان التوحيد الحكومي في مجالات من سوق السلع الأساسيه، والتفتيش واختبار مناقصات الشراء، وقوانين البناء، والتعليم المهني والمهني، والشهادات التجارية، والسلامة، وما إلى ذلك، ضرورية. "ايمانويل اوريو ميشيل بينريم" الكتابة عن "المزايا النسبية" للامركزية في مقابل التنظيم الحكومي في وضع المعايير. ويرون انه في حين قد تكون هناك حاجه إلى التنظيم العام إذا كانت السلامة العامة معرضه للخطر، فان الوضع الخاص للمعايير يكون عاده أفضل لان "المنظمين أو" الخبراء قد يسيئون تمثيل أذواق المستهلكين واحتياجاتهم ". وما دامت الشركات تعارض المعايير غير المتوافقة، سيتم وضع معايير تلبي احتياجات الاقتصاد الحديث.

### لبيئة
تمتلك الحكومات المركزية نفسها مساحات كبيرة من الأراضي وتتحكم في الغابات والماء والمعادن والحياة البرية والموارد الأخرى التي تحتوي عليها. ويجوز لهم إدارتها من خلال العمليات الحكومية أو تأجيرها للشركات الخاصة؛ أو أنها قد تهملهم بأن يستغلهم أفراد أو جماعات يتحدى ون القوانين غير المنفذة ضد الاستغلال. كما يمكن أن تسيطر على معظم الأراضي الخاصة من خلال استخدام الأراضي، وتقسيم المناطق، والأنظمة البيئية وغيرها. إن بيع الأراضي أو تأجيرها يمكن أن يكون مربحا للحكومات الراغبة في التخلي عن السيطرة، ولكن هذه البرامج يمكن أن تواجه التدقيق العام بسبب الخوف من فقدان التراث أو الضرر البيئي. وقد تبين أن نقل السلطة إلى الحكومات الإقليمية أو المحلية هو وسيلة فعالة لمعالجة هذه الشواغل. وقد حدثت مثل هذه اللامركزية في الهند  وغيرها من دول العالم الثالث

### اللامركزية الأيديولوجية واللامركزية الاشتراكية
«بيير جوزيف برودهون»، المنظر الفوضوي الذي دعا إلى النظام اللامركزي غير تابع للدولة أطلق عليه اسم «الفدرالية» 
الاشتراكية الليبرالية هي مجموعة من الفلسفات السياسية التي تعزز مجتمع غير هرمي وغير بيروقراطي دون ملكية خاصة في وسائل الإنتاج. ويعتقد الاشتراكيون التحرريون في تحويل الملكية الإنتاجية الخاصة في الوقت الحاضر إلى سلع عامة أو عامة.و الاشتراكية الليبرالية تعارض الأشكال القسرية للتنظيم الاجتماعي. وهو يعزز الارتباط الحر بدلا من الحكومة ويعارض العلاقات الاجتماعية للرأسمالية، مثل العمل المأجور. مصطلح الاشتراكية التحررية يستخدم من قبل بعض الاشتراكيين للتمييز بين فلسفتهم
من الاشتراكية العامة
، [ والبعض كمرادف للأناركية الفلكية.
بناء على ذلك، يعتقد الاشتراكيون التحرريون أن «ممارسة السلطة في أي شكل مؤسسي - سواء كانت اقتصادياأو سياسيا أو دينياأو جنسيا - تعصف بواحد من قوة السلطة وتلك التي تمارس عليها». ويضع الاشتراكيون التحرريون آمالهم في الوسائل اللامركزية للديمقراطية المباشرة مثل البلديات التحررية أو جمعيات المواطنين أو مجالس العمال. ينتقد الاشتراكيون التحرريون بشدة المؤسسات القسرية، والتي غالبا ما تقودهم إلى رفض شرعية الدولة لصالح الفوضوية. ويقترح الأتباع تحقيق ذلك من خلال تطبيق اللامركزية على السلطة السياسية والاقتصادية، التي تنطوي عادة على التنشئة الاجتماعية لمعظم الممتلكات والمشاريع الخاصة (مع الاحتفاظ باحترام الممتلكات الشخصية). وتميل الاشتراكية الليبرالية إلى إنكار شرعية معظم أشكال الملكية الخاصة ذات الأهمية الاقتصادية، حيث تعتبر علاقات الملكية الرأسمالية أشكالا من أشكال الهيمنة التي تتنافى مع الحرية الفردية.
الفلسفة السياسية توصف عادة بأنها اشتراكية تحررية تشمل معظم أنواع الفوضوي (خاصة الشيوعية الأناركية، والجماعية الفوضوية، والنزعة الفلكية الفلكية، ، والتكافلية)، فضلا عن الاستقلالية والطائفية والمشاركة والفلسفات الماركسية التحررية مثل الشيوعية في المجلس،" لوكسمبورغ"، وبعض إصدارات "الاشتراكية اليوتوبية"  والفوضوية الفردية. [ بالنسبة إلى موراي بوكشين "في العالم الحديث، ظهرت الفوضوية لأول مرة كحركة للفلاحين ضد المؤسسات الإقطاعية المتدنية، وفي ألمانيا كان المتحدث بإسمها الأول خلال حرب الفلاحين "توماس مينزر"؛ وفي إنجلترا، شارك "جيرارد وينستانلي"أحد المشاركين البارزين في الحفار وكانت المفاهيم التي عقدها منزر ووينستانلي تتفق بشكل رائع مع احتياجات وقتهم وهي فترة تاريخية عندما عاشت غالبية السكان في الريف وعندما جاءت القوات الثورية الأكثر مسلحة من عالم زراعي، وسيكون من المؤلم أن يجادل ما إذا كان منزر ووينستانلي يمكن أن يحققوا المثل العليا، ما هو في الواقع أهمية أن تحدثوا مع وقتهم؛ مفاهيمهم الفوضوية يتبع بشكل طبيعي من المجتمع الريفي الذي قدم فرق الجيوش الفلاحية في ألمانيا والنموذج الجديد في إنجلترا. دخل مصطلح "أناركي" لأول مرة اللغة الإنجليزية في عام 1642، خلال الحرب الأهلية الإنجليزية، ه، التي استخدمها
الملكيون ضد خصومهم من الرؤوس. وبحلول الثورة الفرنسية، بدأ البعض، مثل الإنراجيس، في استخدام المصطلح بشكل إيجابي، في مواجهة مركزية جاكوبين للسلطة، حيث رأى «الحكومة الثورية» كاكتئاب. وبحلول مطلع القرن التاسع عشر، فقدت الكلمة الإنجليزية «الأناركية» دلالاتها السلبية الأولية.
النسبة لمنظمه "برودهون"، ينطوي التبادل علي خلق "الديمقراطية الصناعية"، وهو نظام سيتم فيه "تسليم أماكن العمل إلى رابطات العمال المنظمة ديمقراطيا... ونريد لهذه الجمعيات ان تكون نماذج للزراعة والصناعة والتجارة، وهي النواة الرائدة لذلك الاتحاد الواسع من الشركات والمجتمعات التي نسجت في النسيج المشترك للجمهورية الاجتماعية الديمقراطية ". وحث "العمال علي تشكيل أنفسهم في مجتمعات ديمقراطية، مع ظروف متساوية لجميع الأعضاء، وعلي الم من الانتكاس إلى الاقطاعيه". وهذا من شانه ان يؤدي إلى "الاستغلال الراسمالي والملكي، والتوقف في كل مكان، وإلغاء نظام الأجور، والمساواة وضمان الصرف العادل". لم يعد العمال يبيعون عملهم إلى راسمالي وانما يعملون لأنفسهم في تعاونيات. وتدعو الشيوعية الاناركيه إلى شكل كونفدرالي في علاقات المعونة المتبادلة والارتباط الحر بين الكوميونات كبديل لمركزيه الدولة القومية. واقترح بيتر كروبوكين بالتالي "ان تكون الحكومة التمثيلية قد أنجزت مهمتها التاريخية ؛ وقد اعطي ضربه مميته لحكم المحكمة ؛ وفي مناقشاتها أيقظت الاهتمام العام بالمسائل العامة. ولكن لنري في ذلك حكومة المجتمع الاشتراكي في المستقبل هو ارتكاب خطا فادح. وتنطوي كل مرحله من مراحل الحياة الاقتصادية علي مرحلتها السياسية الخاصة ؛ ومن المستحيل ان نلمس الأساس الذي تقوم عليه الحياة الاقتصادية الحالية-الملكية الخاصة دون تغيير مماثل في الأساس الذي تقوم عليه المنظمة السياسية. الحياة تظهر بالفعل في الإتجاه الذي سيتم إجراء التغيير. لا في زيادة سلطات الدولة، وانما في اللجوء إلى التنظيم الحر والاتحاد الحر في جميع هذه الفروع التي تعتبر الآن من سمات الدولة ". عندما تأسست الجمهورية الأسبانيه الاولي في 1873 بعد تنازل الملك "اماديو" الرئيس الأول، استانيسلاو يراس، واسمه "فرانسيسك بأي أي مارغال" وزير الداخلية. التعارف مع "برودهون" مكن بي للعلاقات الحميمة بين الجمهوريين والاشتراكيين في أسبانيا. وفيما بعد بإيجاز أصبح رئيسا أسبانيا في 1873 بينما يكون الزعيم من الحزب فيدرالي جمهوري ديمقراطي. وفقا" لجورج وودكوك "هذه الترجمات كان لها تاثير عميق ودائم علي تطوير الفوضوي الأسبانيه بعد 1870، ولكن قبل ذلك الوقت الأفكار الأكثر فخرا، كما فسرتها قدمت بالفعل الكثير من الهام لاتحاد الحركة التي نشات في أوائل 1860 ". ووفقا لموسوعة بريتانيكا "خلال الثورة الاسبانية لل 1873، حاولت بأي أي مارغال أقامه نظام لامركزي، أو" التجميع "السياسي علي خطوط أكثر فخرا".
وحتى الآن، فان أفضل الامثله المعروفة للمجتمع الشيوعي الفوضوى (نشأت حول الأفكار كما هي موجودة اليوم وتحقيق الاهتمام والمعرفة في جميع انحاء العالم في الكنسي التاريخي)، هي الأقاليم الفوضوى خلال الثورة الاسبانيه  والأراضي الحرة خلال الثورة الروسية. من خلال جهود وتاثير الفوضويين الأسبان خلال الثورة الأسبانيه داخل الحرب الاهليه الأسبانيه، بدءا من 1936 الشيوعية الفوضوية موجودة في معظم اراغون، وأجزاء من ليفانتي والأندلس، وكذلك في معقل الاناركيه كاتالونيا قبل ان تسحقها القوات المشتركة للنظام الذي فاز في الحرب
"هتلر " "موسوليني"، قمع الحزب الشيوعي الأسباني (بدعم من الاتحاد السوفياتي)، فضلا عن الحصار الاقتصادي والتسلح من البلدان الرأسمالية والأسبانيه الثانية الجمهورية نفسها. خلال الثورة الروسية، والفوضويين مثل" نيستور مخنو" عملت لخلق والدفاع من خلال جيش التمرد الثورية في أوكرانيا الشيوعية الفوضوية في الأراضي الحرة لأوكرانيا من 1919 قبل ان غزاها البلاشفة في 1921. ويعتقد العديد من الأشتراكيين التحرريين، وخاصه" نعوم تشومسكي" من بين آخرين، ان الأناركيه تشترك في الكثير من القواسم المشتركة مع متغيرات معينه من الماركسية (انظر الماركسية التحررية) مثل شيوعية المجلس الماركسي أنطون باننكوك. في ملاحظات تشومسكي علي الأناركيه ، ويقترح إمكانيه "ان شكلا من اشكال الشيوعية المجلس هو الشكل الطبيعي للاشتراكية الثورية في المجتمع الصناعي. وهو يعكس الاعتقاد بإن الديمقراطية محدوده بشده عندما يكون النظام الصناعي خاضعا لسيطرة أي شكل من اشكال النخبة الاستبدادية، سواء كانت من المالكين، أو المديرين، أو التكنوقراط، أو حزب "الطليعة"، أو بيروقراطية الدولة "".

### اللامركزية في السوق الحرة
أفكار السوق الحرة الشعبية في القرن 19، مثل تلك «ادم سميث» عاد إلى البروز في السبعينات والثمانينات. وأكد الاقتصادي الحائز علي جائزه نوبل«فريدريك فون حايك» أن الأسواق الحرة ذاتها هي نظم لا مركزية حيث تنتج النتائج دون اتفاق صريح أو تنسيق من جانب الافراد الذين يستخدمون الأسعار كدليل لهم. كما كتبت «اليانور دويل» «ان صنع القرارات الاقتصادية في الأسواق الحرة لا مركزي في جميع الافراد المشتتين في كل سوق ويتزامن أو ينسقه نظام الأسعار». ويشكل الحق الفردي في الملكية جزءا من هذا النظام لامركزي. تحليل مشاكل السيطرة علي الحكومة المركزية، كتب «حايك» في الطريق إلى سيرادوم:
ولن تكون هناك صعوبة بشان المراقبة الفعالة أو التخطيط المتسم بالبساطة والشروط التي يمكن بها لشخص واحد أو للمجلس ان يقوم بصوره فعاله بمسح جميع الوقائع ذات الصلة. وبما ان العوامل التي يتعين أخذها بعين الاعتبار قدم المساواة. وهو يكتب: «تخصص الأسواق الموارد من خلال المعاملات التي تتم علي طول الأسلحة فيما بين الجهات الفاعلة اللامركزية. وفي معظم الوقت، تعمل الأسواق بكفاءة كبيره، ولكن هناك مجموعه متنوعة من الشروط التي تعمل في ظلها الشركات بشكل أفضل. ومن ثم، فان السلع والخدمات تنتجها وتبيعها شركات ذات درجات مختلفه من التكامل الأفقي والراسي». الاضافه إلى ذلك، فانه يكتب ان «الحافز الاقتصادي للتوسع أفقيا أو راسيا هو عاده، ولكن ليس دائمًا، متوافقا مع المصلحة الاجتماعية في تعظيم رفاه المستهلك الطويل الأجل». وعندما لا يكون الأمر كذلك، فانه يكتب
الحاجة إلى التنظيم
}}
وكثيرًا ما يزعم ان الأسواق الحرة والممتلكات الخاصة تولد احتكارات مركزيه وعللا أخرى ؛ والعكس هو ان الحكومة هي مصدر الاحتكار. مؤرخ «غابرييل كولكو» في كتابه وقال انتصار المحافظة علي انه في العقد الأول من القرن 20 الأعمال التجارية كانت اللامركزية للغاية وتنافسيه، مع الشركات الجديدة التي تدخل بأستمرار الصناعات القائمة. ولم يكن هناك أي تإجاه نحو التركيز والاحتكار. وفي حين كانت هناك موجه من عمليات أندماج الشركات التي تحاول أن تقاطع الأسواق، فانها وجدت ان هناك الكثير من المنافسة للقيام بذلك. ويصدق هذا أيضا علي الأعمال المصرفية والمالية، التي تري أن اللامركزية تؤدي إلى عدم الإستقرار حيث تتنافس الدولة والمصارف المحلية مع الشركات الكبرى في مدينه نيويورك. وتحولت أكبر الشركات إلى سلطه الدولة والعمل مع القادة مثل رئيس الولايات المتحدة ثيودور روزفلت، ووليام تافت ووودرو ويلسون مرت بأنها «الإصلاحات التقدمية» المركزية القوانين مثل قانون الاحتياطي الاتحادي من 1913 التي أعطت السيطرة من النظام النقدي لاغني المصرفيين ؛ (ب) تكوين «المرافق العامة» الاحتكارية التي جعلت المنافسة مع تلك الاحتكارات غير مشروعه ؛ التفتيش الاتحادي لتغليف اللحوم منحازة ضد الشركات الصغيرة ؛ توسيع لجنه التجارة بين الولايات لتنظيم شركات الهاتف والحفاظ علي معدلات عاليه للاستفادة من التكنولوجيا والاتصالات ؛ واستخدام قانون شيرمان لمكافحه الاحتكار ضد الشركات التي يمكن ان تجمع بين تهديد أكبر أو احتكار الشركات. عندما الترخيص الحكومي، والامتيازات، وغيرها من القيود القانونية خلق ا

لاحتكار وحماية الشركات من المنافسة المفتوحة، وإلغاء القيود هو الحل.
المؤلف والناشط «جين جاكوبس» النفوذ 1961 الكتاب وقد انتقد وفاه وحياه المدن الامريكيه مشاريع أعاده التطوير الواسعة النطاق التي كانت جزءا من اللامركزية التي تخطط لها الحكومة للسكان والأعمال التجارية إلى الضواحي. وأعربت عن اعتقادها بأنها دمرت اقتصادايات المدن والسكان المعدمين الباقيين. لها 1980 كتاب مسأله الانفصالية: كيبيك والصراع علي السيادة دعمت انفصال كيبيك من كندا.
 لها 1984 كتاب المدن وثروة الدول واقترحت حلا لمختلف العلل التي تعصف بالمدن التي تدمر اقتصاداتها الحكومات الوطنية المركزية: واللامركزية من خلال «مضاعفه السيادة»، أي القبول من حق المدن في الانفصال عن الدول الأكبر التي كانت بتشينغ قدرتها علي إنتاج الثروة.

## تكنولوجيا اللامركزية
منظر لميناء بورتلاند، اوريغون، المقر الذي يظهر تركيب اله الحية في بهو الفندق وقد تم تركيب آلات الحية في ردهة ميناء بورتلاند الذي اكتمل وجاهز للاحتلال 2010. وساهم النظام اللامركزي لأعاده استخدام المياة المستعملة في اعتماد المقر باعتباره مبني للبلاتين من قبل مجلس البناء الأخضر الأمريكي.
ويمكن تعريف تكنولوجيا اللامركزية بأنها تحول من الوسائط المركزة إلى الأنماط الموزعة للإنتاج والاستهلاك من السلع والخدمات. وبوجه عام، تقترن هذه التحولات بتحولات في التكنولوجيا وتطبق تكنولوجيات مختلفه لأي من النظامين. وتشمل التكنولوجيا الأدوات والمواد والمهارات والتقنيات والعمليات التي يتم بواسطتها إنجاز الأهداف في المجالين العام والخاص. وتستخدم مفاهيم اللامركزية في التكنولوجيا في جميع أنواع التكنولوجيا، بما في ذلك تكنولوجيا المعلومات والتكنولوجيا المناسبة بصفه خاصه.
وتشمل التكنولوجيا كثيرًا ما يشار اليها علي انها أفضل تنفيذ طريقه اللا مركزيه، ما يلي: تنقيه المياه، والتسليم، وتصريف المياه المستعملة،  التكنولوجيا الزراعية  وتكنولوجيا الطاقة. قد تتيح التكنولوجيا المتقدمة حلول لا مركزيه ومخصخصة وحره للسوق لما كانت الخدمات العامة، وهذه المرافق التي تنتج وتوفر الطاقة والمياه والبريد والاتصالات والخدمات مثل سلامه المنتجات الإستهلاكية والخدمات المصرفية والترخيص الطبي وتكنولوجيات الكشف والقياس للطرق السريعة ومواقف السيارات وانبعاثات السيارات. غير انه من حيث التكنولوجيا، لا يمكن في كثير من الأحيان التمييز بوضوح بين الحلول التقنية المركزية الكاملة أو اللامركزية، التالي فان التوصل إلى درجه مثلي من المركزية أمر صعب من منظور تخطيط الهياكل الاساسيه.

## تكنولوجيا المعلومات
وتشمل تكنولوجيا المعلومات الحواسيب والشبكات الحاسوبية، فضلا عن تكنولوجيات توزيع المعلومات مثل التلفزيون والهاتف. وتشمل صناعه أجهزه الحاسوب والبرمجيات والإلكترونيات والإنترنت ومعدات الاتصالات والتجارة الإلكترونية وخدمات الحاسوب بأكملها.
يواجه المدراء التنفيذيون توترا مستمرا بين مركزيه تكنولوجيا المعلومات وإضفاءاللامركزية عليها بالنسبة لمنظماتهم. ويجب أن يجدوا التوازن الصحيح في المركزية الذي يخفض التكاليف ويسمح بمزيد من السيطرة من جانب الإدارة العليا، اللامركزية التي تسمح للوحدات الفرعية والمستخدمين بمزيد من السيطرة. سيتوقف ذلك علي تحليل الحالة المحددة. الامركزية تنطبق بصفه خاصه علي وحدات الأعمال أو الإدارة التي تتمتع بمستوي عال من الاستقلالية، والمنتجات والعملاء المعقدين، والتكنولوجيا الأقل صله بالوحدات الأخرى.
ومن المفترض ان تدعم تكنولوجيا المعلومات المطبقة علي الاتصالات الحكومية مع المواطنين، التي كثيرًا ما تسمي الحكومة الإلكترونية، اللامركزية وإرساء الديمقراطية. وقد أقيمت اشكال مختلفه في معظم الدول في جميع انحاء العالم.
والإنترنت مثال علي الشبكة اللامركزيه للغاية، وليس لديها مالكون علي الإطلاق (على الرغم من ان البعض قد جادل بان هذا اقل من الحالة في السنوات الاخيره ). «لا أحد مسؤول عن الإنترنت، والجميع». طالما انها تتبع عددا معينا من القواعد، يمكن لأي شخص ان يكون مزود الخدمة أو المستخدم. وتنشئ البروتوكولات، ولكنها لا تستطيع إن تمنع أي شخص من إستحداث أنظمه جديده. ومن الأمثلة الأخرى علي المصادر المفتوحة أو للامركزية حركات الويكي التي تسمح للمستخدمين باضافه محتوي أو تعديله أو حذفه عبر الإنترنت. وصفت ويكيبيديا بأنها لا مركزيه. وقد زادت الهواتف الذكية إلى حد كبير من دور خدمات الشبكات الاجتماعية لامركزية في الحياة اليومية في جميع انحاء العالم.
ولا تزال لامركزية مستمرة في جميع انحاء الصناعة، مثل الهيكل اللامركزي لأجهزه التوجيه لاسلكيه المثبتة في المنازل والمكاتب الملحقة وحتى استبدال شركات الهاتف بأبراج الخلايا البعيدة المدى المركزية نسبيا.
المستوحاة من النظام والنظريات الإلكترونيه مثل«نوربرت فينر»، «مارشال ماكلوهان» " "فولر، في الستينات ستيوارت العلامة التجارية بدات كامل الأرض الكتالوج والشبكات الحاسوبية في وقت لاحق جهود لتحقيق وادي السيليكون الكمبيوتر والتكنولوجيا أصحاب المشاريع مع الأفكار الثقافية المضادة. وأسفر ذلك عن أفكار مثل الحوسبة الشخصية، والمجتمعات الافتراضية، ورؤية «الحدود الإلكترونيه» التي ستكون مجتمعا تحرريا يتسم بقدر أكبر من اللامركزية والمساواة والسوق الحرة. وشملت الأفكار ذات الصلة الخروج من وادي السيليكون البرمجيات الحرة والحركات الابداعيه المشاعات التي أنتجت رؤى ل «شبكه المعلومات الاقتصاد»
.
نظرا لان التفاعلات البشرية في الفضاء الإلكتروني تتجاوز الجغرافيا الفيزيائية، فان هناك ضرورة لوجود نظريات جديده في النظم القانونية وغيرها من أنظمه وضع القواعد للتعامل مع عمليات إتخاذ القرارات اللامركزية في هذه النظم. ما هي القواعد التي ينبغي تطبيقها علي السلوك علي الشبكة الرقمية العالمية، ومن الذي ينبغي ان يحددها ؟ قوانين أي الدول تحكم قضايا المعاملات علي الإنترنت (مثل متطلبات الإفصاح عن البائع أو تعريفات «الاحتيال»)، وحقوق التاليف والنشر والعلامات التجارية ؟ 

## المركزية وإعاده المركزية للإنترنت
ويفيد التقرير بأنه على الرغم من ان شبكه الإنترنت كانت اللامركزيه في الأصل، فانها أصبحت في السنوات الاخيره اقل من ذلك: «نسبه مذهله من تدفق الاتصالات من خلال مجموعه صغيره من الشركات-التالي، تحت التاثير العميق لتلك مؤسسات أخرى أحد الحلول، التي تتبناها بعض المبرمجين، هو جعل الإنترنت أشبه بأنها كانتاقل مركزيه وأكثر توزيعا».
ومن الأمثلة علي المشاريع التي تحاول المساهمة في إعادها اللامركزية إلى الإنترنت، عمليات النقل والشتات، والصندوق المركزي، والشبكات المائية، والجماعة وموقع الريد سنتراليز، وكذلك مجموعه الدعوة، التي توفر الدعم للمشاريع التي اقل مركزيه.
في مقابله مع راديو بي بي سي لايف واحد من المؤسسين المشاركين وأوضح ان الريدسنترال
وأضاف «لقد ذهبنا علي ان هناك المزيد والمزيد من المرور علي الإنترنت تركز من خلال عقد معينه مثل جوجل أو فيس بوك. الخدمات المركزية التي تحمل جميع البيانات المستخدم واستضافتها نفسها أصبحت شعبيه متزايدة لان هذا النموذج التجاري قد عملت. كما أصبحت الإنترنت أكثر السوق الجماعية، والناس ليسوا بالضرورة علي استعداد أو المعرفة لاستضافتها نفسها، وذلك حيث يتم الاستعانة بمصادر خارجيه لاستضافه إنها أصبحت الافتراضي، الذي يسمح مركزيه السلطة ومركزيه البيانات التي اعتقد هو القلق».

## التكنولوجيا الملائمة
ومن المسلم به عموما ان "التكنولوجيا الملائمة"، التي وصفت أصلا بأنها "تكنولوجيا وسيطه" من جانب الخبير الاقتصادي "هاء-ف. وسليمه بيئيا وخاضعه للمراقبة المحلية. ومن الشائع مناقشه هذه المسالة كبديل لنقل التكنولوجيا الكثيفة راس المال من الدول الصناعية إلى البلدان النامية. وحتى البلدان المتقدمة النمو طورت تكنولوجيات ملائمة، كما فعلت الولايات المتحدة في 1977 عندما إنشات المركز الوطني للتكنولوجيا الملائمة، وان كان التمويل قد توقف في وقت لاحق. وهناك مفهوم ذو صله هو "تصميم لل 90 الأخرى في المئة"—حلول منخفضه التكلفة للغالبية العظمي من السكان في العالم منخفضه الدخل.

## تكنولوجيا بلوك تشين
مثل الإنترنت، تم تصميم تقنية بلوك تشين تكون اللا مركزية، مع «طبقات»، حيث يتم تعريف كل طبقة من خلال بروتوكول مفتوح للتشغيل المتبادل على رأس الشركات، وكذلك الأفراد، يمكن بناء المنتجات والخدمات. البيتكوين هو تطبيق الأكثر شهرة من بلوك تشين. وقد اعتمدت تقنية بلوك تشين في مختلف المجالات، وهي عملة معماة، المعلومات العسكرية.
تم اعتمادها من قبل باركليزللاستثمار، في حين أن بيتكوين يدفعاعتماد بلوك تشين الأساسية، والمجتمع التقني القوي وعملية مراجعة رمز قوية تجعلها الأكثر أمانا وموثوقية من بلوكتشين مختلفة.
ويمكن للتطبيقات والمنظمات اللامركزية القائمة على بلوك تشين أن يكون من الصعب على الحكومات السيطرة عليها وتنظيمها.

## الإنتقادات
وتشمل العوامل التي تعيق اللامركزية ضعف القدرات الإداريه أو التقنية المحلية، مما قد يؤدي إلى عدم كفاءه الخدمات أو عدم فعاليتها ؛ عدم كفاية الموارد المالية المتاحة لأداء المسؤوليات المحلية الجديدة، ولا سيما في مرحله البدء عندما تشتد الحاجة إليها ؛ أو التوزيع غير العادل للموارد. ويمكن اللامركزية ان تجعل تنسيق السياسات الوطنية معقدا للغاية ؛ وقد تسمح للنخبة المحلية بالتقاط الوظائف ؛ ويمكن ان يقوض التعاون المحلي أي انعدام للثقة بين القطاعين الخاص والعام ؛ وقد تؤدي لامركزية إلى زيادة تكاليف الإنفاذ والتنازع علي الموارد إذا لم يكن هناك مستوي اعلي من السلطة. الاضافه إلى ذلك، قد لا تكون اللامركزية فعاله بالنسبة للخدمات الموحدة والروتينية والقائمة علي الشبكات، مقارنه بالخدمات التي تحتاج إلى مدخلات أكثر تعقيدا. وإذا كانت هناك خسارة في وفورات الحجم في شراء اليد العاملة أو الموارد، فان تكلفه اللامركزية يمكن أن ترتفع، حتى عندما تفقد الحكومات المركزية سيطرتها علي الموارد المالية.
تشمل العوامل التي تعرقل اللامركزية ضعف القدرات الإدارية أو التقنية المحلية، مما قد يؤدي إلى عدم كفاءة الخدمات أو عدم فعاليتها؛ وعدم كفاية الموارد المالية المتاحة لأداء المسؤوليات محلية جديدة، ولا سيما في مرحلة البدء عندما تكون هناك حاجة ماسة إليها؛ أو التوزيع غير العادل للموارد. فاللامركزية يمكن أن تجعل تنسيق السياسات الوطنية معقدا للغاية؛ قد يسمح للنخب المحلية بالقبض على الوظائف؛ يمكن أن يقوض التعاون المحلي أي انعدام ثقة بين القطاعين الخاص والعام؛ فإن اللامركزية قد تؤدي إلى ارتفاع تكاليف الإنفاذ والصراع على الموارد إذا لم يكن هناك مستوى أعلى من السلطة [. وبالإضافة إلى ذلك، قد لا تكون اللامركزية فعالة بالنسبة للخدمات المعيارية والروتينية القائمة على الشبكة، بدلا من الخدمات التي تحتاج إلى مدخلات أكثر تعقيدا. وإذا كان هناك وفورات الحجم في شراء العمالة أو الموارد، فإن تكاليف اللامركزية يمكن أن ترتفع، حتى مع فقدان الحكومات المركزية السيطرة على الموارد المالية
وتشمل التحديات الأخرى، بل والمخاطر، امكانيه ان تتمكن النخبة المحلية الفاسدة من الإستيلاء علي مراكز السلطة الإقليمية أو المحلية، في حين ان الناخبين يفقدون التمثيل ؛ ستصبح سياسة المحسوبية متفشية ويشعر موظفو الخدمة المدنية بالخطر ؛ ويمكن إحباط المزيد من لامركزية الضرورية ؛ ويمكن ان تحدث المعلومات غير الكاملة وعمليات صنع القرار الخفية صعودا وهبوطا في التسلسل الهرمي ؛ مراكز الطاقة المركزية يمكن ان تجد أسبابا لإحباط لامركزية وأعاده السلطة إلى أنفسهم.
وقد لوحظ انه على الرغم من ان اللامركزية قد تزيد من «الكفاءة الإنتاجيه» فانها قد تقوض «الكفاءة التوزيعية» بجعل أعاده توزيع الثروة أكثر صعوبة. ستؤدي اللامركزية إلى زيادة الفوارق بين المناطق الغنية والفقيرة، ولا سيما في أوقات ألازمات التي قد لا تتمكن فيها الحكومة الوطنية من مساعده المناطق التي تحتاج اليها
وتحدد الأدبيات ثمانيه شروط أساسيه يجب كفالتها عند تنفيذ لامركزية من أجل تفادي ما يسمي ب «مخاطر اللامركزية». هي 
1. الإستعداد الاجتماعي وأليات لمنع التقاط النخبة
2. القدرة الإدارية والتقنية القوية في المستويات العليا
3. التزام سياسي قوي علي المستويات العليا
4. المبادرات المستدامة لبناء القدرات علي الصعيد المحلي
5. الإطار القانوني القوي للشفافية والمساءلة
6. تحويل المنظمات الحكومية المحلية إلى منظمات عاليه الأداء
7. الأسباب المناسبة لتحقيق لامركزية: النوايا المسالة
8. النظام القضائي الفعال، والرقابة علي المواطنين، وهيئات مكافحه الفساد لمنع لامركزية